# 埼玉県道400号春日部停車場線

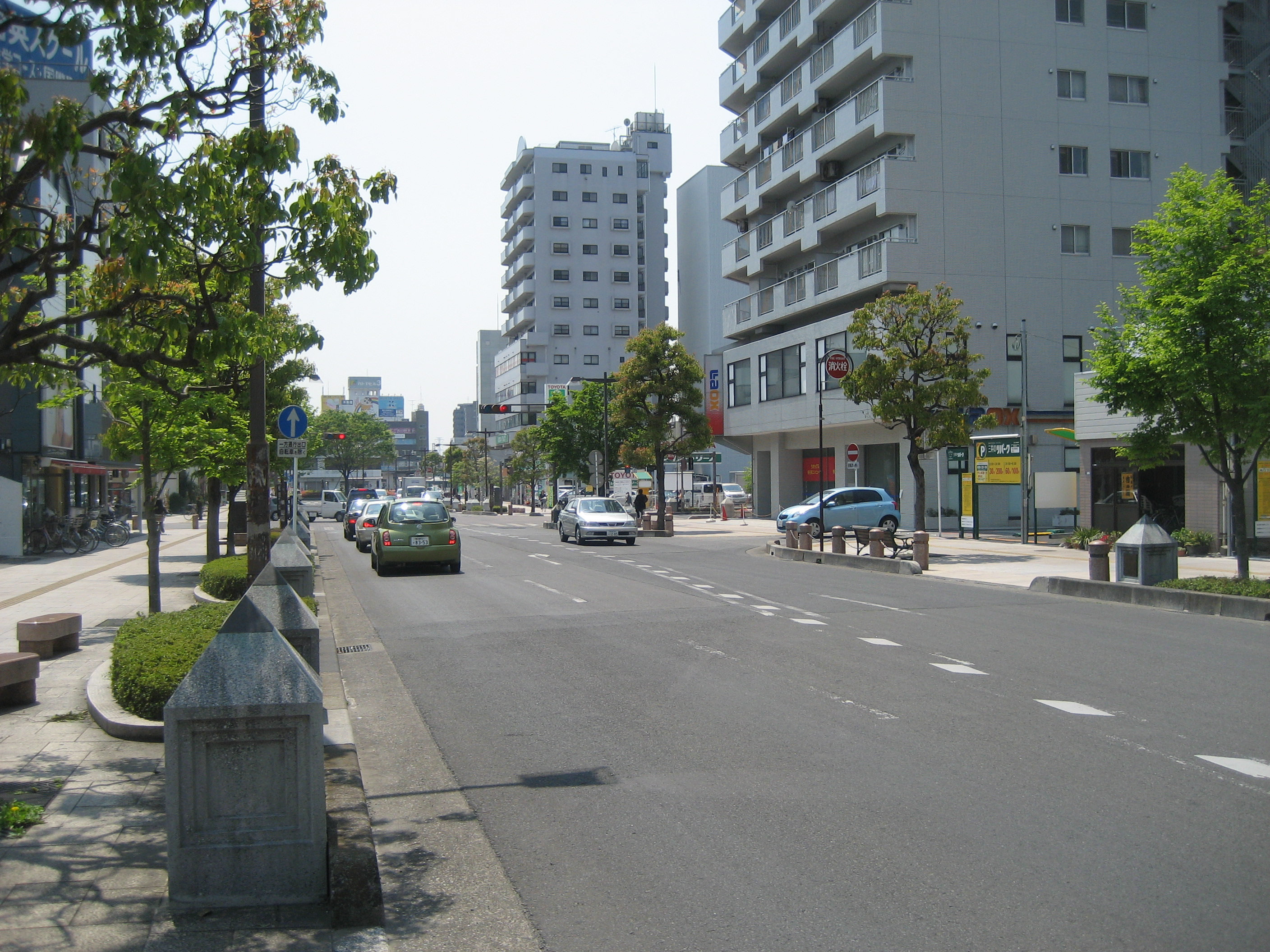
春日部駅方面

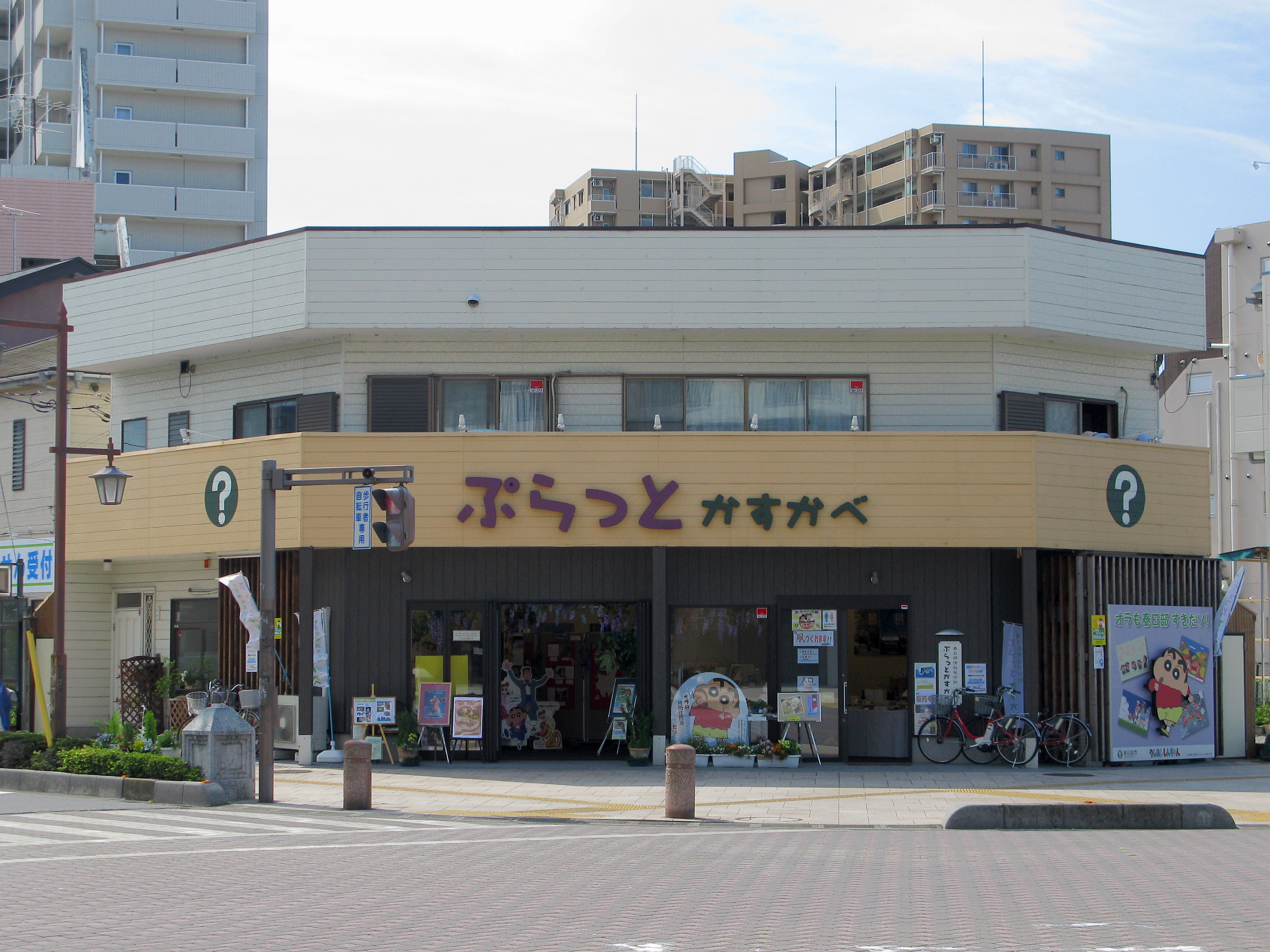
春日部情報発信館「ぷらっとかすかべ」

埼玉県道400号春日部停車場線（さいたまけんどう400ごう かすかべていしゃじょうせん）は、埼玉県春日部市の東武伊勢崎線春日部駅（停車場）東口から、埼玉県道2号さいたま春日部線に至る一般県道である。

## 起点・終点
- 起点：埼玉県春日部市粕壁1丁目（春日部停車場）
- 終点：埼玉県春日部市粕壁（埼玉県道2号交点）
- 実延長：218m

## 交差する道路
- 埼玉県道2号さいたま春日部線（十字路の内の3方向 春日部市粕壁1丁目/2丁目 公園橋西交差点）

## 沿線の主な施設
- 春日部駅
- 春日部警察署春日部駅東口交番
- 春日部情報発信館「ぷらっとかすかべ」